# Bank of East Asia

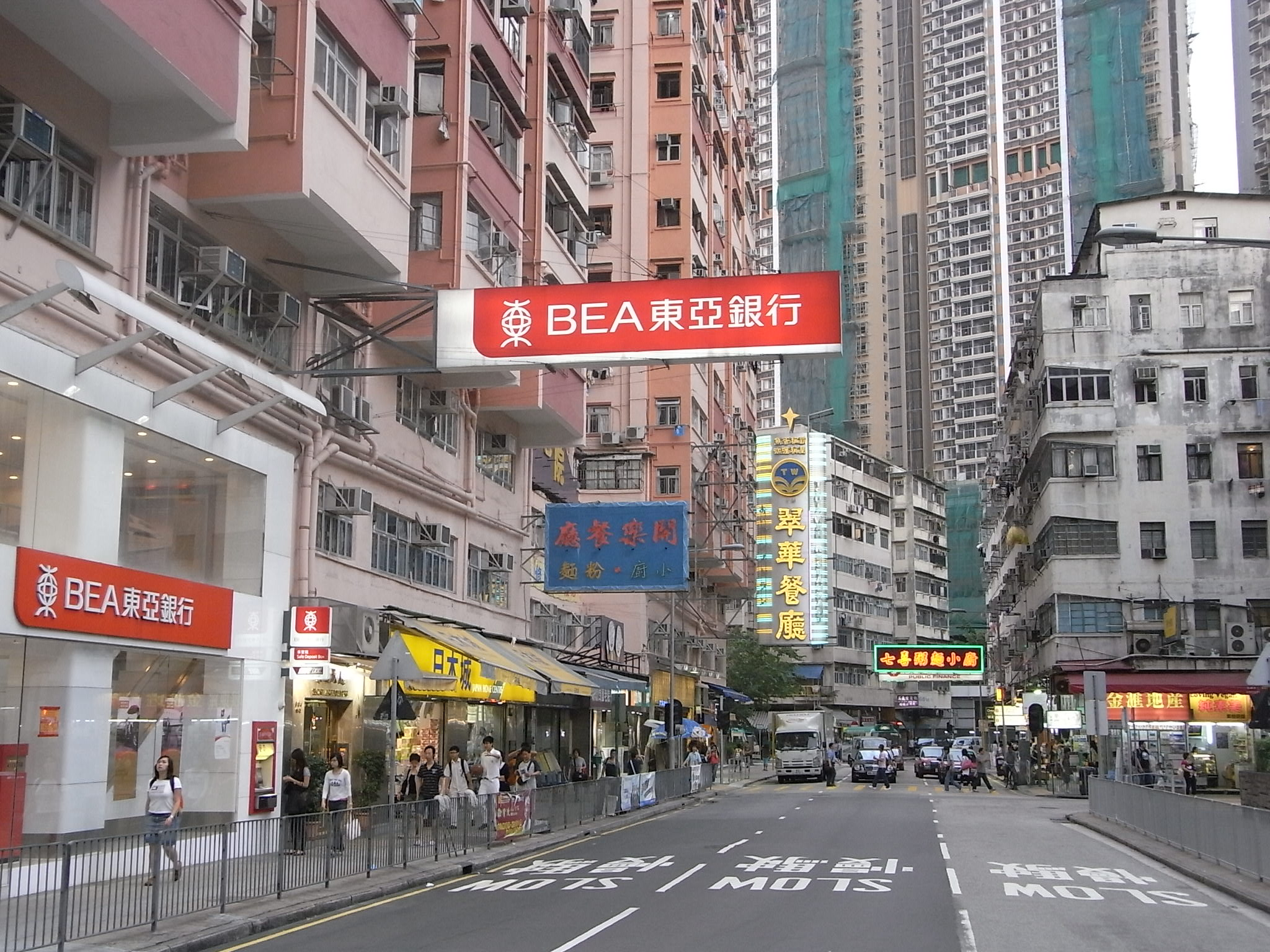
Отделение BEA в Гонконге

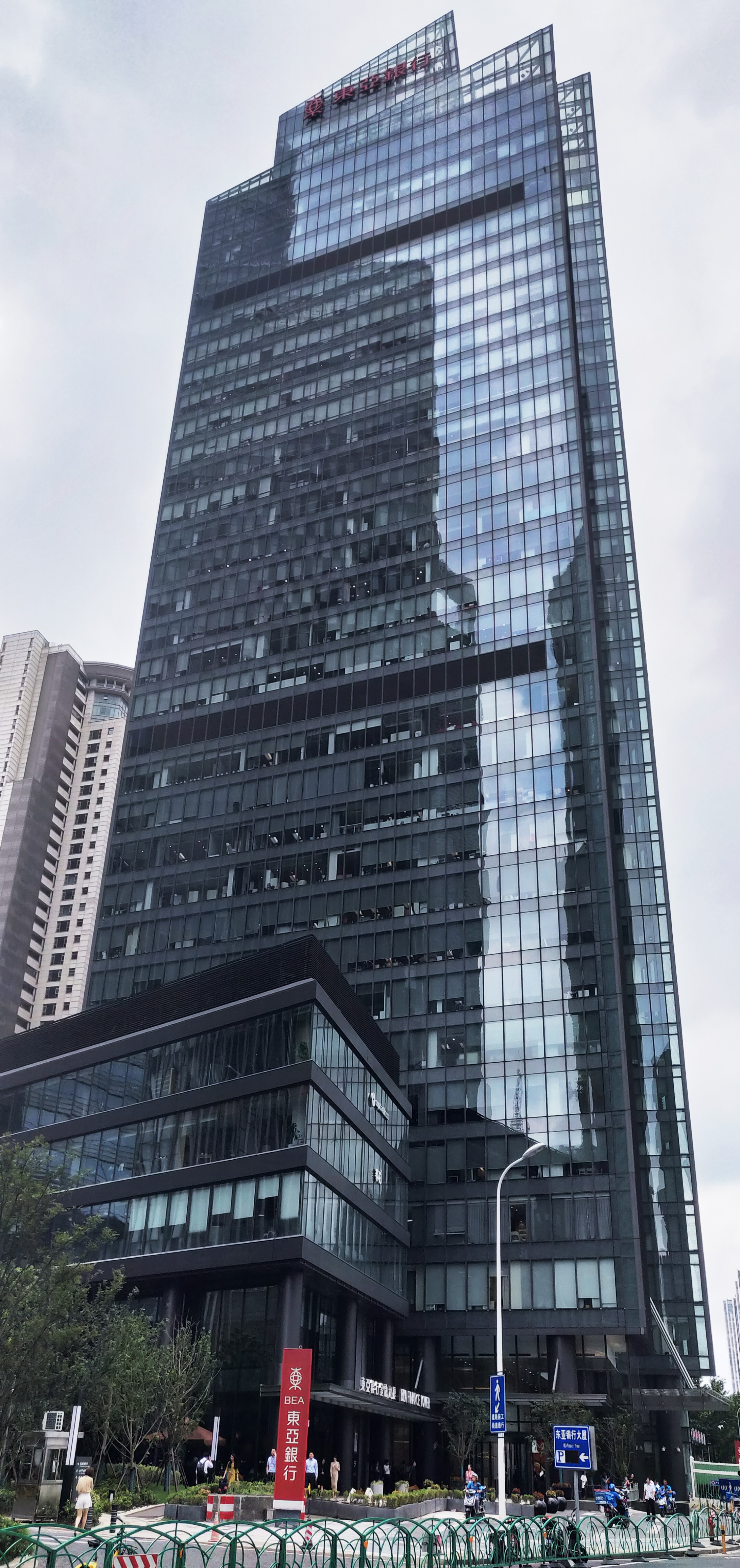
Шанхайский офис BEA

Bank of East Asia (東亞銀行有限公司 или BEA) — третий по величине банк Гонконга, после The Hongkong and Shanghai Banking Corporation и Bank of China (Hong Kong), и крупнейший независимый местный банк. Имеет более 90 отделений в Гонконге, более 60-и в Китае и около 30-и в США, Канаде и Великобритании. Главой и совладельцем Bank of East Asia является миллиардер Дэвид Ли.   

## История
В начале XX века в банковском секторе Гонконга доминировали британские банки, но после окончания Первой мировой войны начали появляться банки, основанные китайцами. Одним из первых и наиболее успешных был Bank of East Asia (BEA, Восточно-Азиатский банк). Он был основан в 1918 году четырьмя семьями — Ли, Вон, Кань и Фун, но со временем семья Ли заняла ведущие роли в банке. В 1920 году были открыты первые зарубежные отделения в Шанхае (Китай) и Сайгоне (Вьетнам). В 1935 году была открыта новая штаб-квартира банка в районе Сентрал, неподалёку от штаб-квартиры The Hongkong and Shanghai Banking Corporation.
После Китайской революции банку было позволено сохранить отделение в Шанхае. Семье Ли удалось наладить связи с лидерами коммунистического Китая, при этом продолжая развивать сеть отделений в странах со значительной китайской диаспорой, в частности, в 1952 году было открыто отделение в Сингапуре. В 1969 году BEA первым из китайских банков Гонконга компьютеризировал банковские операции, а также разместил акции на Гонконгской фондовой бирже, став неизменной составляющей индекса Hang Seng. В 1975 году совместно с Bank of America были выпущены первые кредитные карты в гонконгских долларах; в 1979 году эти карты стали первыми зарубежными кредитными картами, которые принимали в материковом Китае. В 1982 году банк стал соучредителем компании Joint Electronic Teller Services Ltd. (Jetco), первой начавшей установку банкоматов в Гонконге, а также в Шэньчжэне, Чжухае и Макао.
В 1980-х годах в руководстве банка появилось новое поколение семьи Ли, банк развивался в двух направлениях — расширение сферы деятельности в страхование и инвестиционный банкинг и расширение географии присутствия в США, Канаде и странах Азии. В 1983 году было создано совместное предприятие с Aetna, в 1991 году была куплена страховая компания Blue Cross (Asia-Pacific) Insurance, в 1984 году было открыто отделение в Нью-Йорке, в 1986 году — на Каймановых островах, в 1989 году — в Лондоне, в 1991 году — в Лос-Анджелесе, в 1992 году —  в Торонто; также были открыты отделения в ряде городов КНР.
В 1995 году Bank of East Asia купил гонконгский United Chinese Bank с 19 отделениями, в 2000 году — гонконгский First Pacific Bank, благодаря чему вошёл в пятёрку крупнейших банков Гонконга. Также в это время был куплен калифорнийский Grand National Bank. В 2007 году, наряду с HSBC и Citigroup, BEA получил разрешение на создание дочернего банка в материковом Китае. В 2010 году продал 70 % своего дочернего банка BEA Canada китайской группе Industrial and Commercial Bank of China, сохранив за собой 30 % акций. По состоянию на март 2011 года в Bank of East Asia работало 11 тыс. человек, рыночная стоимость корпорации составляла 8,9 млрд долларов, а продажи — более 2,3 млрд долларов.
В 2012 году Bank of East Asia продал группе Industrial and Commercial Bank of China 80 % своего американского подразделения с активами в 780 млн. долларов. Эта сделка стала знаковой — впервые в своей истории Федеральная резервная система США разрешила китайскому государственному банку (ICBC на 70 % принадлежит правительству КНР) приобрести американскую финансовую организацию. По состоянию на 2015 год активы Bank of East Asia составляли 102,6 млрд долларов США.

## Собственники и руководство
Крупнейшими акционерами являются Sumitomo Mitsui Financial Group (Япония, 19,01 %), Criteria Caixa (Испания, 17,3 %), Hong Leong Company (Malaysia) Berhad (Малайзия, 14,15 %).
- Дэвид Ли Квокпо (Sir David Li Kwok-po, род. в 1938 году) — председатель совета директоров с 1997 года, в банке работает с 1968 года, с 1981 по 2019 год был главным исполнительным директором; член законодательного совета Гонконга с 1985 по 2012 год, исполнительного совета Гонконга с 2005 по 2008 год. Владеет 3,44 % акций банка.
- Артур Ли Квокчён (Arthur Li Kwok-cheung, род. в 1945 году) — заместитель председателя с 2009 года, член совета директоров с 1995 года; член исполнительного совета Гонконга и председатель совета Гонконгского университета; младший брат Дэвида Ли. Владеет 1,44 % акций банка.
- Адриан Ли (Adrian David Li Man-kiu, род. в 1973 году) — один из двух главных управляющих директоров с 2014 года, в банке с 2000 года; старший сын Дэвида Ли. Владеет 0,11 % акций банка.
- Брайан Ли (Brian David Li Man-bun, род. в 1974 году) — один из двух главных управляющих директоров с 2014 года, в банке с 2002 года; младший сын Дэвида Ли. Владеет 0,12 % акций банка.

## Деятельность
Сеть банка насчитывает около 200 отделений в 40 городах КНР, в Гонконге, Макао и на Тайване, а также в Малайзии (Лабуан и Куала-Лумпур), Сингапуре, Великобритании (Лондон, Бирмингем, Манчестер) и США (Нью-Йорк и Лос-Анджелес).
Выручка в 2020 году составила 17,3 млрд гонконгских долларов, из них 11,6 млрд пришлось на чистый процентный доход, 2,9 млрд — на комиссионный доход. На Гонконг пришлось 10 млрд выручки, на материковый Китай — 5,1 млрд, на другие страны — 1,8 млрд. Активы на конец 2020 года составили 884 млрд гонконгских долларов ($114 млрд), из них 509 млрд пришлось на выданные кредиты, 144 млрд — на инвестиции в ценные бумаги; 575 млрд пришлось на Гонконг, 235 млрд — на материковый Китай. Принятые депозиты составили 589 млрд.
В списке крупнейших публичных компаний мира Forbes Global 2000 за 2021 год банк занял 1434-е место (331-е по активам).